# 弦卷
弦卷（日语：／ Tsurumaki */?）是東京都世田谷區的地名。現行行政地名為弦卷一丁目至五丁目。郵遞區號154-0016。

## 地理
位於世田谷區中央，屬世田谷地域，東西較長，南鄰櫻新町、新町，東接駒澤、上馬，北連世田谷、櫻，西通用賀、上用賀。蛇崩川（じゃくずれがわ）暗渠化後整建為綠道（世田谷百景）。此外，弦卷二丁目有駒澤給水所。主要為住宅地。

## 歷史
古時為吉良家領地，1丁目的常在寺是吉良賴康側室常盤所創立，3丁目的實相院（世田谷百景）是吉良氏朝創立。

### 地名由來
「弦卷」的由來眾說紛紜，但都缺乏決定性證據。一說是武將（源義家或北條氏等）解開弓弦或捲起弓弦之地，另一說是水流（つる）旋轉（渦卷く）的場所。弦卷在世田谷區內是靠近最高點的台地，部分地區起伏明顯，今日多數河川已暗渠化。
弦卷最早出現在14世紀後半。永和2年（1376年），吉良治家寄進狀（鎌倉鶴岡八幡宮藏）中記載「絃卷」的地名。江戶時代初期成立荏原郡弦卷村。1966年（昭和41年）實施住居表示，沿續至今。

## 交通

### 鐵路
最近的車站有東急田園都市線櫻新町站，東急世田谷線上町站、世田谷站。

### 道路
- 舊大山道
  - 為古時大山詣（參拜）路線「矢倉澤往還」的一部分。以日本橋為基點，從赤坂見附開始，渡過多摩川至丹澤大山。現在是弦卷4丁目與5丁目的分界。4丁目32番為公園（通稱「一服公園」），園內有江戶時代拿著煙管的旅人像。
- 弦卷通
  - 貫穿弦卷的東西向二線道道路。以三軒茶屋為基點，中途與教育中心通交會，最後在弦卷四丁目交差點與舊大山道交會。途中在弦卷中學校附近與蛇崩川綠道並行。是東急巴士弦卷營業所往返澀谷站的巴士行駛路線。
- 教育中心通（東京都道補助128號線） 
  - 貫穿弦卷的南北向二線道道路。以世田谷通、國道246號交會處為起點，往櫻新町方向的道路。途中有東急巴士弦卷營業所，是往返澀谷與目黑的巴士行駛路線。營業所對面為世田谷區教育中心（世田谷區立中央圖書館）與世田谷區立松丘小學校。

## 設施
- 世田谷區立弦卷中學校
- 世田谷區立弦卷小學校
- 世田谷區立松丘小學校
- 世田谷區立松丘幼稚園
- 世田谷區立弦卷保育園
- 世田谷區立東弦卷保育園
- 世田谷區立西弦卷保育園
- 教育中心：弦卷3丁目。天象館、鄉土學習室、咖啡廳、資料館等
- 世田谷區立中央圖書館：教育中心內。區内最大。藏書42万冊，在都內區立圖書館中排名第5。
- 弦卷郵便局：弦卷2丁目
- 弦卷區民中心：弦卷1丁目
- 弦卷區民集會所：弦卷5丁目
- 弦卷兒童館：弦卷1丁目
- 向井潤吉畫室館（世田谷美術館分館）：弦卷2丁目
- 弦卷中學校訓練室：弦卷1丁目
- 弦卷橡實山公園（弦卷3丁目）等小型區立公園、廣場、遊樂場。
- 蛇崩川綠道：松丘小脇等。舊弦卷村水源。與目黑川合流。
- 弦卷神社：弦卷3丁目
- 實相院：弦卷3丁目
- 常在寺：弦卷1丁目

## 備註
1. ↑  平成25年（2013年）の世田谷区の町丁別人口と世帯数 - 世田谷区